# Bronisław Gołębiowski

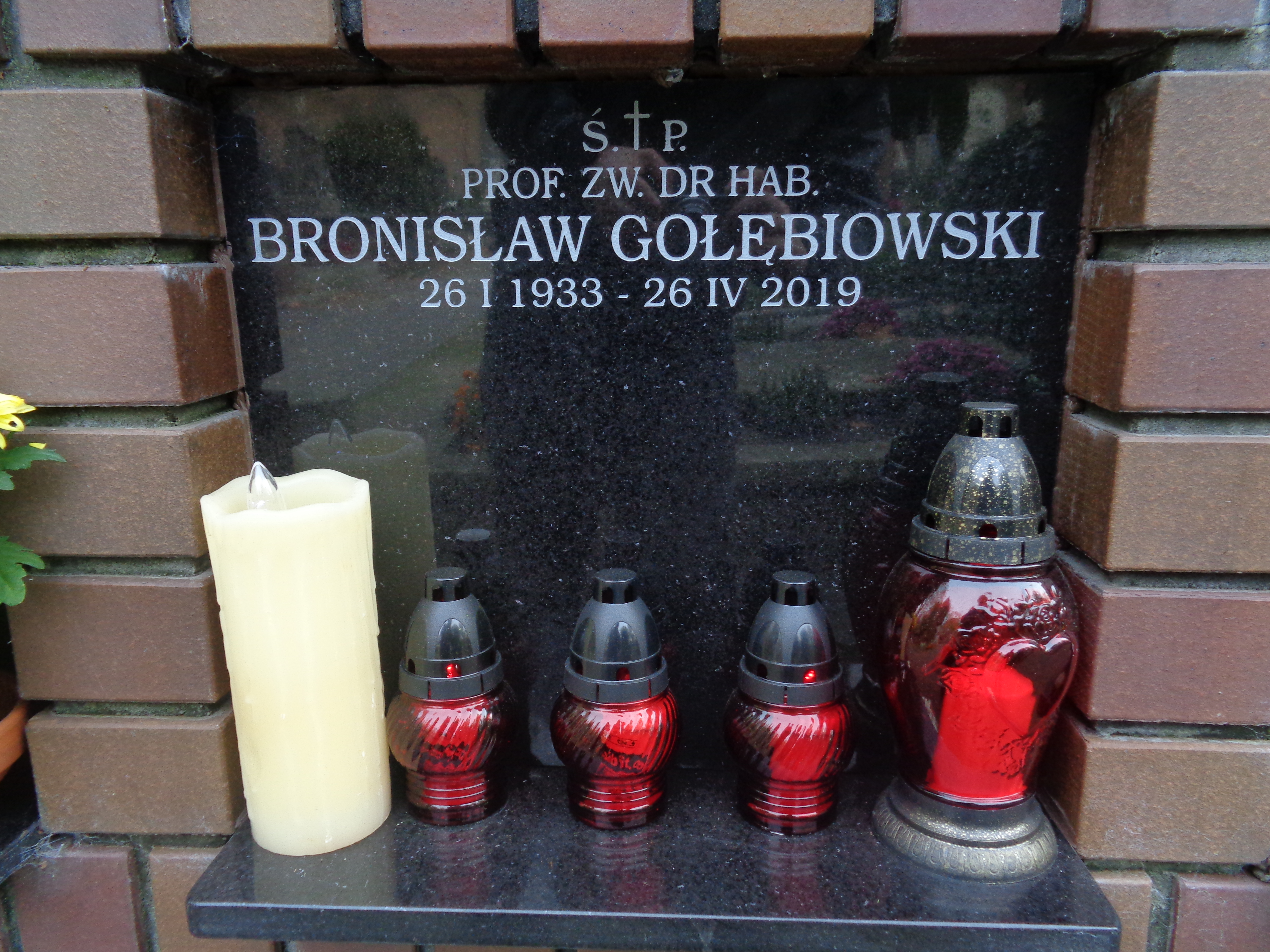
Grób Bronisława Gołębiowskiego na cmentarzu Powązkowskim

Bronisław Gołębiowski (ur. 1 kwietnia 1933 w Mechowcu, zm. 26 kwietnia 2019) − polski socjolog, dziennikarz, profesor Uniwersytetu Warszawskiego.

## Życiorys

### Edukacja
Był synem Antoniego. W 1955 ukończył studia na Wydziale Filologii Uniwersytetu Warszawskiego. W 1967 został doktorem nauk humanistycznych, a w 1987 uzyskał habilitację. W 1993 został profesorem nadzwyczajnym, a dwa lata później − profesorem zwyczajnym.

### Praca naukowa i zawodowa
W 1952 wstąpił do Polskiej Zjednoczonej Partii Robotniczej. Od 1959 do 1972 sprawował różne funkcje (m.in. instruktora, inspektora i zastępcy kierownika) w Biurze Prasy KC PZPR, od 1972 do 1975 był zastępcą kierownika Wydziału Propagandy, Prasy i Wydawnictw, a od 1972 do 1976 − zastępcą kierownika Wydziału Pracy Ideowo-Wychowawczej KC PZPR.
Od 1952 do 1953 był zastępcą asystenta na Katedrze Marksizmu-Leninizmu Uniwersytetu Warszawskiego. Następnie m.in. kierował działem listów w tygodniku „Wieś” i dwutygodniku „Warmia i Mazury”. Od 1954 do 1956 był redaktorem miesięcznika „Walka Młodych”. W latach 1956−1957 przewodniczył zarządowi wojewódzkiemu Związku Młodzieży Polskiej w Olsztynie. Od 1957 do 1959 kierował działem kulturalnym tygodnika „Zarzewie”, następnie był redaktorem tygodnika „Kraj” i sekretarzem redakcji „Trybuny Literackiej”. W 1965 ukończył studia doktoranckie w Wyższej Szkole Nauk Społecznych przy KC PZPR, w której w latach 1972−1973 odbył również stypendium habilitacyjne. W latach 1974−1975 był dyrektorem Instytutu Dziennikarstwa UW, a od 1976 był związany z Instytutem Nauk Politycznych UW. W latach 1975−1978 był pierwszym dziekanem Wydziału Dziennikarstwa i Nauk Politycznych UW, a w latach 1984−1987 był prodziekanem tegoż wydziału. Ponadto w latach 1976−1991 był kierownikiem Zakładu Socjologii Polityki, a w latach 1996−2005 kierownikiem Zakładu Filozofii i Socjologii Polityki INP UW.
Od 1967 był członkiem redakcji kwartalnika Polskiej Akademii Nauk „Kultura i Społeczeństwo”, a w latach 1980−1983 był redaktorem naczelnym, a następnie - przez kilka lat - zastępcą redaktora naczelnego. W latach 1967−1993 był również członkiem redakcji kwartalnika „Przegląd Socjologiczny”. Był też członkiem redakcji kwartalnika „Polski Uniwersytet Ludowy”. Był też wiceprezesem Polskiego Towarzystwa Pamiętnikarskiego i wiceprezesem Towarzystwa Uniwersytetów Ludowych oraz członkiem International Society for Universalism.
Zmarł 26 kwietnia 2019.

### Życie osobiste
Żonaty z Mirosławą, miał dzieci i wnuki.

## Publikacje
- Zmierzch opłotków, 1962
- Kultura i życie społeczne wsi, 1964
- Kluby Prasy i Książki „Ruch”, 1965 (razem z Z. Grzelakiem, W. Łowickim)
- Pamiętnikarstwo i literatura. Szkice z socjologii kultury, 1973
- Przemiany moralne w Polsce Ludowe, 1974
- Szanse młodości, 1974
- Kultura i ruchy społeczne, 1976
- Młodzież o sobie i swoich dążeniach 1976
- Szanse młodości. Szkice politologiczne, socjologiczne i kulturoznawcze 1977
- Związki pokoleń, 1980
- Chłopi wobec kryzysu w Polsce Ludowej, 1982 (razem z Z. Hemmerlingiem)
- Robotnicy o sobie, 1989 (razem z H. Jakubowską)
- Polityka i pokolenia. Wybrane problemy świadomości społecznej i postaw politycznych robotników polskich przełomu lat osiemdziesiątych i dziewięćdziesiątych, 1994
- Edukacja i polityka, 1996
- Społeczeństwo i polityka, 2001
- Od kulturozbieractwa do Internetu. Przełomy wieków, 2002
- Dramat awansu, 2004
- Azjatyckie odyseje Polaków w świetle ich pamiętników, 2010[4]

## Wyróżnienia
- Odznaka Honorowa Województwa Podlaskiego (2011)[5]
- Krzyż Komandorski z Gwiazdą Orderu Odrodzenia Polski (2003)[6]
- Złota Odznaka Honorowa Towarzystwa Przyjaźni Polsko-Radzieckiej (1968)[7]
- Nagroda indywidualna Trybuny Ludu (1978)[8]